# 巨勢広足
巨勢 広足（こせ の ひろたり、生没年不詳）は、奈良時代の貴族。姓は朝臣。官位は従五位下・但馬介。

## 経歴
天平宝字4年（760年）孝謙上皇と淳仁天皇による恵美押勝の邸宅（田村第）への行幸の際に、従五位下に叙爵する。この叙位に関して、広足が藤原恵美氏の家司であったとする説がある（林陸朗）。
同年2月に石川人成の後任の節部少輔に任ぜられるが、5月に安房守に転じると、天平宝字7年（763年）正月に但馬介と地方官を歴任した。なお、翌天平宝字8年（764年）4月に但馬介に再任されている。同年8月に発生した藤原仲麻呂の乱での動静は明らかでないが、同年11月には後任の但馬介に孝謙上皇側に与したとみられる笠道引が補せられていることから、広足は乱で失脚したか。

## 官歴
『続日本紀』による。
- 時期不詳：正六位上
- 天平宝字4年（760年） 正月5日：従五位下。2月20日：節部少輔。5月7日：安房守
- 天平宝字7年（763年） 正月9日：但馬介
- 天平宝字8年（764年） 4月11日：但馬介